# Ademola Okulaja
Ademola Okulaja (* 10. Juli 1975 in Lagos, Nigeria; † 17. Mai 2022 in Berlin) war ein deutscher Basketballspieler und Spielerberater.
Okulaja absolvierte zwischen 1995 und 2007 insgesamt 172 A-Länderspiele für Deutschland und amtierte jahrelang als Mannschaftskapitän. Zu seinen größten Erfolgen gehört der Gewinn der Bronzemedaille bei der Weltmeisterschaft 2002.

## Leben

### Karriere
Okulaja wurde als Sohn einer Deutschen und eines Nigerianers in Lagos geboren. Seine Eltern hatten sich in Deutschland kennengelernt. Mit drei Jahren zog er mit seiner Mutter und seinem Bruder nach West-Berlin, nachdem sich die Eltern getrennt hatten. In seiner Jugend spielte er beim Berliner Sport Verein Rugby und viel Streetball. Seine Basketballkarriere begann er 1989 im Alter von 14 Jahren beim DTV Charlottenburg. Im Jahr darauf wechselte er zur Talentschmiede des TuS Lichterfelde Berlin. Bei Alba Berlin gab er in der Saison 1993/94 seinen Einstand in der Basketball-Bundesliga, kam in diesem Spieljahr zu 13 Einsätzen (2,5 Punkte/Spiel). Im Sommer 1994 nahm er mit der deutschen U22-Nationalmannschaft an der Europameisterschaft dieser Altersklasse teil. Okulaja war als Spieler des 1975er Jahrgangs teils über drei Jahre jünger als seine Mannschaftskameraden und erzielte im Turnierverlauf 5,7 Punkte pro Spiel. 1995 gewann er mit der Mannschaft den europäischen Vereinswettbewerb Korać-Cup. Im Finalhinspiel gegen Mailand erzielte er fünf und im Rückspiel vier Punkte. In der Bundesliga-Saison 1994/95 steigerte der Flügelspieler seine Werte im Vergleich zur Vorsaison auf 4 Punkte und 3,1 Rebounds je Begegnung.
Der 2,06 Meter große und 107 Kilogramm schwere Okulaja spielte auf der Small-Forward-/Power-Forward-Position. Sein Spitzname zu Spielerzeiten war wegen seines Kampfgeistes „The Warrior“ (deutsch: „Der Krieger“). Der Basketballjournalist Sven Simon bezeichnet Okulaja 2009 in einem Bericht im Spiegel als „den besten Small Forward, den Deutschland je hatte“. 1995 wurde er zur Europameisterschaft in Griechenland in die deutsche Basketballnationalmannschaft berufen. Sein erstes Länderspiel, bei dem er zwei Punkte erzielte, bestritt er am 19. Mai 1995 gegen die Niederlande.
Okulaja besuchte die zweisprachige John F. Kennedy High School in Berlin, erhielt 1994 das High School Diploma und ein Jahr später auch das Abitur. Hoch dotierte Profiangebote, darunter von Alba Berlin, schlug er aus und wechselte im Herbst 1995 in die USA an die University of North Carolina in Chapel Hill. Wichtige Vermittlungsdienste hatte dabei Henrik Rödl geleistet, der ebenfalls für North Carolina gespielt hatte und seinen Landsmann empfahl. Okulaja bestritt insgesamt 139 Spiele für North Carolina. In der Saison 1998/99 war er Mannschaftskapitän und wurde in das First Team der ACC (Atlantic Coast Conference) gewählt. Er spielte dort für Trainerkoryphäe Dean Smith. 1997 und 1998 erreichte Okulaja mit North Carolina das Halbfinale der NCAA-Meisterschaftsendrunde. Namhafte Mannschaftskollegen während seiner Zeit an der University of North Carolina waren Vince Carter, Antawn Jamison und Shammond Williams. Er war der erste Spieler in der Geschichte der Hochschulmannschaft, der sie in einer Saison in den Kategorien Punkte, Rebounds, erzielte Dreipunktwürfe und Ballgewinne anführte. Das war 1998/99 der Fall, als er 13,9 Punkte, 8,4 Rebounds, 2,4 Vorlagen, 1,4 Ballgewinne pro Spiel erzielte und 59 Dreier traf. 1999 beendete Okulaja das Studium in International Studies (mit Schwerpunkten in Wirtschaft, Politik und Recht) mit einem Abschluss. Bis 1998 studierte auch sein Bruder Adekola an der Hochschule.
Als kein Angebot aus der NBA kam, wechselte er für die Saison 1999/2000 erneut zu Alba Berlin und wurde mit der Mannschaft Deutscher Meister. Okulaja trug zu dem Erfolg in der Bundesliga im Schnitt 9,9 Punkte und 4,8 Rebounds je Begegnung bei. Anfang Oktober 2000 erhielt er einen Vertrag von den Philadelphia 76ers, wurde aber in der NBA nicht eingesetzt, im Dezember 2000 endete das Vertragsverhältnis. Okulaja wechselte daraufhin noch im selben Monat zum spanischen CB Girona, wo er zum Leistungsträger und Star avancierte. Er wurde zum „Rookie des Jahres“ in Spanien gewählt und kam bei der Wahl zum wichtigsten Spieler (MVP) auf den zweiten Rang, nachdem er für Girona 20 Punkte und 8 Rebounds je Begegnung erzielt hatte.
Auch sein zweiter Versuch, in der NBA zu spielen, diesmal bei den San Antonio Spurs, misslang im Jahr 2001. So spielte er in der Folgesaison für Spaniens Spitzenklub FC Barcelona, erzielte für die Mannschaft im Spieljahr 2001/02 15,5 Punkte je Begegnung und wurde als bester Barca-Spieler der Saison ausgezeichnet.
Bei der Europameisterschaft 2001 in der Türkei wurde er mit der deutschen Nationalmannschaft am Ende Vierter. Okulaja war im Turnierverlauf mit 13,3 Punkten hinter Dirk Nowitzki zweitbester deutscher Korbschütze. Bei der Weltmeisterschaft in Indianapolis im darauffolgenden Jahr gewann er mit der Mannschaft sogar die Bronzemedaille. Auf dem Weg zu WM-Bronze war Okulaja jeweils hinter Dirk Nowitzki zweitbester Punktesammler und Rebounder der deutschen Mannschaft und rangierte in Sachen Korbvorlagen auf dem dritten Platz.
Die Saison 2002/03 spielte er erneut in Spanien, diesmal bei Unicaja Málaga. Die Mannschaft erreichte das Halbfinale der spanischen Play-offs, Okulaja kam für Málaga auf 8,6 Punkte im Schnitt. Als 2003 sein letzter Versuch, bei Utah Jazz in die NBA zu kommen, fehlschlug, gab er seinen Traum von der NBA auf.

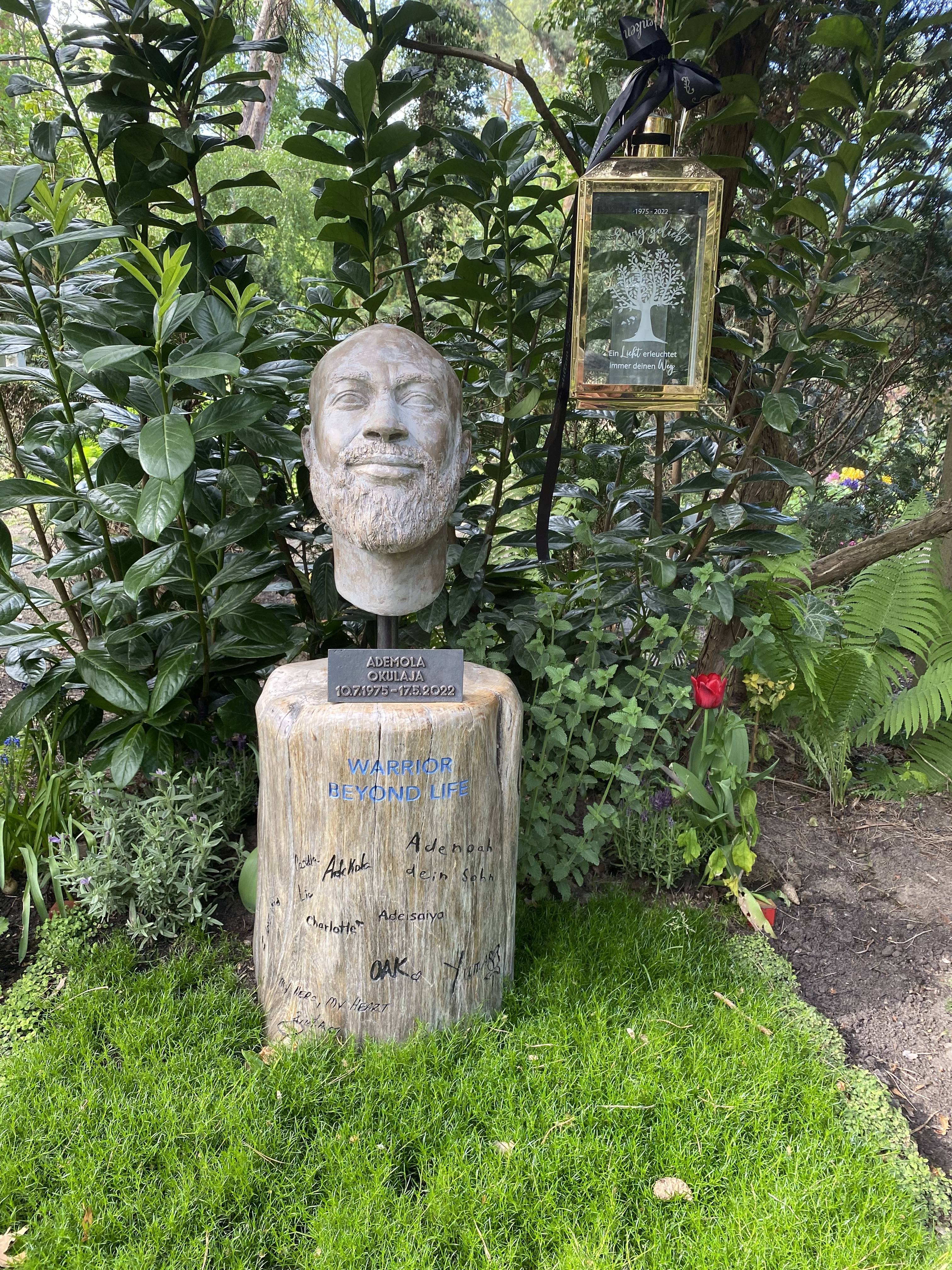
Grabstätte auf dem Waldfriedhof Dahlem

2003/04 stand er wieder bei CB Girona unter Vertrag. Als die Mannschaft den Einzug in die Play-Offs verfehlte, wechselte er nach Italien und bestritt bis zum Saisonende noch acht Einsätze für die italienische Spitzenmannschaft Benetton Treviso.
Auch zur Spielzeit 2004/05 wechselte er erneut das Team, diesmal zu Pamesa Valencia. Weil er sich eine Knieverletzung zugezogen hatte, musste er einen großen Teil der Saison und die Europameisterschaft 2005 in Serbien und Montenegro absagen. Anfang 2006 wechselte er zu RheinEnergie Köln, wo seine medizinische Behandlung erfolgreich fortgesetzt wurde. Ab Ende der Saison 2005/06 stand er beim russischen Erstligisten BK Chimki aus der Region Moskau unter Vertrag. Dort bestritt er den Großteil der Saison 2006/07.
Bei der Basketball-Weltmeisterschaft 2006 in Japan war er neben Dirk Nowitzki der wichtigste Spieler der deutschen Mannschaft und zweitbester Korbschütze der DBB-Auswahl.
Nach seiner Trennung vom BK Chimki Anfang des Jahres schloss er erst Mitte April beim spanischen Erstligisten Etosa Alicante einen Vertrag bis 2008 ab. Okulaja blieb in den verbleibenden fünf Spielen der Saison 2006/07 mit Alicante trotz eines Schnittes von 8,2 Punkten und 4,4 Rebounds ohne Sieg. Sein Team stürzte in der Tabelle auf den 17. Platz ab und stieg in die zweite Liga ab.
Ab der Saison 2007/08 stand Okulaja für zwei Jahre bei den Brose Baskets aus Bamberg unter Vertrag. Ab Sommer 2008 befand sich Okulaja im Krankenstand, da bei ihm nach einem Wirbelbruch ein bösartiger Tumor diagnostiziert wurde.
Im Frühling 2009 berichtete er im zweiten Playoff-Viertelfinalspiel gegen MEG Göttingen, dass er den Krebs besiegt habe und schon bald wieder mit dem Training anfangen werde. Der Bericht Zurück im nächsten Leben, in dem Basketballjournalist Sven Simon Okulajas Kampf gegen die Krankheit beschrieb, wurde mit dem Manfred-Ströher-Medienpreis 2009 ausgezeichnet. Am 30. Juni 2009 gab Okulaja auf seiner Homepage bekannt, dass er in Bamberg entlassen worden sei. Sein Dreijahresvertrag war ein Jahr vor dem Ende der Laufzeit aufgelöst worden. Gut ein Jahr später, am 10. Juli 2010, erklärte Okulaja seine aktive Karriere für beendet.

### Tätigkeiten nach der Spielerlaufbahn
Ab dem 28. Oktober 2010 war Ademola Okulaja für den Fernsehsender Sport1 tätig. Er fungierte als Experte und Co-Kommentator bei Live-Übertragungen im Fernsehen und hatte eine eigene Kolumne auf der Homepage des Senders.
Okulaja, der parallel zu seiner Profikarriere einen Master-Abschluss in Sportmarketing und Kommunikation erlangt hatte, gründete das Unternehmen pro4pros und arbeitete zuletzt als Spielerberater und Spielervermittler. Zeitweilig hatte er die Leitung der Deutschland-Zweigstelle der Basketball-Agentur Octagon inne. Als Berater betreute er unter anderem Dennis Schröder, Niklas Kiel und Daniel Theis.

### Familie
Ademola Okulaja starb am 17. Mai 2022 im Alter von 46 Jahren an den Folgen seiner Krebserkrankung. Okulaja hinterließ eine Ehefrau und zwei Söhne. Seine letzte Ruhestätte erhielt er auf dem Waldfriedhof Dahlem (Feld 014).

## Erfolge
- 1995: Korać-Cup
- 2000: Deutscher Meister
- 2002: Bronzemedaille Weltmeisterschaft

## Teilnahme an internationalen Großturnieren
- Teilnahme an Europameisterschaften: 1995, 1999, 2001, 2003, 2007
- Teilnahme an Weltmeisterschaften: 2002, 2006